# U-141 (tàu ngầm Đức) (1940)
U-141 là một tàu ngầm duyên hải  Lớp Type II thuộc phân lớp Type IID được Hải quân Đức Quốc Xã chế tạo vào đầu Chiến tranh Thế giới thứ hai. Những tàu ngầm Type II vốn quá nhỏ để có thể tiến hành các chiến dịch cách xa căn cứ nhà, nên chúng hầu như chỉ đảm nhiệm vai trò tàu huấn luyện tại các trường tàu ngầm Đức. Được huy động do tình trạng thiếu hụt tàu ngầm sau khi xung đột bùng nổ, U-141 đã thực hiện bốn chuyến tuần tra tại Bắc Hải và chung quanh quần đảo Anh, đánh chìm bốn tàu buôn với tổng tải trọng 6.801 gross register tons (GRT) và gây hư hại cho một tàu buôn khác. Đến tháng 10, 1941, U-141 được rút về làm nhiệm vụ huấn luyện cho đến hết chiến tranh, và cuối cùng bị đánh đắm tại Wilhelmshaven trong kế hoạch Regenbogen vào tháng 5, 1945.

## Thiết kế và chế tạo
Phân lớp Type IID là một phiên bản mở rộng của Type IIC dẫn trước. Chúng có trọng lượng choán nước 314 t (309 tấn Anh) khi nổi và 364 t (358 tấn Anh) khi lặn); tuy nhiên tải trọng tiêu chuẩn được công bố chỉ có 250 tấn Anh (254 t). Chúng có chiều dài chung 43,97 m (144 ft 3 in), lớp vỏ trong chịu áp lực dài 29,80 m (97 ft 9 in), mạn tàu rộng 4,92 m (16 ft 2 in), chiều cao 8,40 m (27 ft 7 in) và mớn nước 3,93 m (12 ft 11 in).
Chúng trang bị hai động cơ diesel MWM RS 127 S 6-xy lanh 4 thì công suất 700 mã lực mét (510 kW; 690 shp) để đi đường trường và hai động cơ/máy phát điện Siemens-Schuckert PG VV 322/36 tổng công suất 460 mã lực mét (340 kW; 450 shp) để lặn, hai trục chân vịt và hai chân vịt đường kính 0,85 m (3 ft). Các con tàu có thể lặn đến độ sâu 80–150 m (260–490 ft). Chúng đạt được tốc độ tối đa 12,7 kn (23,5 km/h) trên mặt nước và 7,4 kn (13,7 km/h) khi lặn,  với tầm hoạt động tối đa 3.800 nmi (7.000 km) khi đi tốc độ đường trường 8 kn (15 km/h), và 35–42 nmi (65–78 km) ở tốc độ 4 kn (7,4 km/h) khi lặn.
Vũ khí trang bị bao gồm ba ống phóng ngư lôi 53,3 cm (21 in) trước mũi, mang theo tổng cộng năm quả ngư lôi hoặc cho đến 12 quả thủy lôi TMA. Một pháo phòng không 2 cm (0,79 in) cũng được trang bị trên boong tàu. Thủy thủ đoàn bao gồm 25 sĩ quan và thủy thủ.
U-141 được đặt hàng vào ngày 25 tháng 9, 1939. Nó được đặt lườn tại xưởng tàu của hãng Deutsche Werke tại Kiel vào ngày 12 tháng 12, 1939, hạ thủy vào ngày 27 tháng 7, 1940, và nhập biên chế cùng Hải quân Đức Quốc Xã vào ngày 21 tháng 8, 1940 dưới quyền chỉ huy của Hạm trưởng, Trung úy Hải quân Heinz-Otto Schultze.

## Lịch sử hoạt động

### 1941

#### Chuyến tuần tra thứ nhất
Sau chuyến đi xuất phát từ Kiel vào ngày 13 tháng 4, 1941 để chuyển sang cảng Bergen, Na Uy, đến nơi bốn ngày sau đó, U-141 khởi hành từ Bergen vào ngày 29 tháng 4 cho chuyến tuần tra đầu tiên trong chiến tranh. Nó đi đến Bắc Hải, rồi băng qua khe GIUK giữa các quần đảo Faroe và Shetland để tiến vào khu vực Đại Tây Dương về phía Tây Scotland và Ireland.
Vào ngày 5 tháng 5, tại vị trí về phía Tây quần đảo Outer Hebrides, nó bị một máy bay tuần tra Lockheed Hudson thuộc Liên đội 269 Không quân Hoàng gia Anh thả ba quả mìn sâu tấn công, khiến U-141 bị hư hại nhẹ. Các tàu khu trục HMS Electra và HMS Escapade sau đó được điều động để truy tìm chiếc tàu ngầm, nhưng đã không phát hiện ra U-141. Nó đi đến cảng Lorient bên bờ biển Đại Tây Dương của Pháp vào ngày 11 tháng 5. Căn cứ Lorient trở thành điểm khởi hành cho ba chuyến tuần tra tiếp theo.

#### Chuyến tuần tra thứ hai
Trong chuyến tuần tra thứ hai từ ngày 31 tháng 5 đến ngày 26 tháng 6, U-141 đã đánh chìm chiếc Calabria vào ngày 22 tháng 6 ở vị trí khoảng 100 nmi (190 km) về phía Đông Bắc Ireland. 

#### Chuyến tuần tra thứ ba
Rời Lorient vào ngày 14 tháng 7 cho chuyến tuần tra thứ ba, U-141 đã gây hư hại cho chiếc Atlantic City và đánh chìm chiếc Botwey cùng vào ngày 26 tháng 7 ở vị trí về phía Tây Gweedore, Ireland.  Nó quay trở về Lorient vào ngày 1 tháng 8.

#### Chuyến tuần tra thứ tư
Từ ngày 21 tháng 8 đến ngày 19 tháng 9, U-141 tuần tra tại vùng biển phía Bắc Ireland, nơi nó đánh chìm chiếc Jarlinn vào ngày 5 tháng 9 và chiếc King Erik vào ngày hôm sau. Nó kết thúc chuyến tuần tra và quay trờ về căn cứ tại Kiel.

### 1942 - 1945
U-141 được rút về làm nhiệm vụ huấn luyện từ tháng 10, 1941 cho đến khi chiến tranh kết thúc. Vào giai đoạn kết thúc xung đột, theo dự định của kế hoạch Regenbogen, U-141 bị đánh đắm tại âu tàu Raeder ở Wilhelmshaven vào ngày 5 tháng 5, 1945 để tránh lọt vào tay lực lượng Đồng Minh. Xác tàu đắm được trục vớt và tháo dỡ sau chiến tranh.

### Tóm tắt chiến công
U-141 đã đánh chìm bốn tàu buôn với tổng tải trọng 6.801 gross register tons (GRT), và gây hư hại cho một tàu buôn tải trọng 5.133 GRT:
| Ngày             | Tên tàu       | Quốc tịch      | Tải trọng | Số phận      |
| ---------------- | ------------- | -------------- | --------- | ------------ |
| 22 tháng 6, 1941 | Calabria      | Sweden         | 1.277     | Bị đánh chìm |
| 26 tháng 7, 1941 | Atlantic City | United Kingdom | 5.133     | Hư hại       |
| 26 tháng 7, 1941 | Botwey        | United Kingdom | 5.106     | Bị đánh chìm |
| 5 tháng 9, 1941  | Jarlinn       | Iceland        | 190       | Bị đánh chìm |
| 6 tháng 9, 1941  | King Erik     | United Kingdom | 228       | Bị đánh chìm |